# Antonio Pérez Funes
Antonio Pérez Funes (Soportújar, Granada, 1902-Granada, 1969) fue un abogado, periodista, poeta y escritor español.

## Biografía
Pasó la infancia en su pueblo natal. En 1914 ingresó en el Colegio mayor San Bartolomé y Santiago, para cursar estudios de Derecho en la Universidad de Granada, donde se licenció en 1923.
Trabajó como articulista y corresponsal de la guerra de Marruecos en el diario madrileño El Sol. Fue secretario en los ayuntamientos de Pórtugos y Santa Fe, abogado de UGT, secretario del gobernador civil de Granada, representante de obreros del campo en la Junta Provincial Agraria, y articulista de los diarios El defensor de Granada y El Socialista. Ejerció la abogacía con bufete propio en Granada.
Detenido, juzgado y condenado por las fuerzas sublevadas en 1936, pasó varios años en la cárcel y en campos de trabajo, hasta que en 1943 salió de la prisión de Burgos, para regresar a Granada, donde residió el resto de su vida.
Inhabilitado para el ejercicio de la abogacía, trabajó de profesor en la Academia del Carmen, institución educativa familiar dirigida por su suegra Francisca Casares, además de colaborar en distintos bufetes de abogados, y desarrollar otras actividades entre las que se cuenta la minería, o su participación en el movimiento cooperativista para promocionar La Alpujarra como miembro de la Cooperativa Comarcal Agro Ganadera en los últimos años del franquismo.
Bien temprano despertaron en él inquietudes artísticas. Frecuentó círculos intelectuales granadinos, en los que se relacionó con personajes como Antonio Morón, Luis Rosales o Federico García Lorca, al que se le atribuyó  por error una poesía suya. Más tarde, acompañado por su esposa, la maestra Paquita Vera Casares, fue asiduo de las tertulias literarias del Café Suizo, con Elena Martín Vivaldi, Antonio Carvajal, José Martín Recuerda, Carlos Villarreal, Lina Anguiano, Juan de Loxa y otros muchos intelectuales de la época. Formó parte del jurado del Premio de Poesía Juan Bargueño junto a  Elena Martín Vivaldi, Rafael Guillén, José G. Ladrón de Guevara y Carlos Villarreal, entre otros. Prestó ayuda a Ian Gibson en la preparación de sus trabajos sobre García Lorca, y a Harold López Méndez con información para la obra España desconocida. La Alpujarra: rincón misterioso.
De su producción literaria, al parecer copiosa, sólo se ha publicado póstumamente  Artabán, un poema de siglos, cuento escenificado en un acto, que editó el Ateneo de Sevilla en 2005 en una separata de El Ateneo de Sevilla y su Cabalgata de Reyes II.
Con la calle del Secretario Antonio Pérez Funes, la ciudad de Santa Fe (Granada) recuerda su paso por la secretaría del aquel ayuntamiento, única distinción conocida que le rinde homenaje.